# Allevard
Allevard è un comune francese di 3 847 abitanti situato nel dipartimento dell'Isère della regione dell'Alvernia-Rodano-Alpi.
Una volta era annesso all'antica provincia del Delfinato. Il comune è anche noto col nome di Allevard-les-Bains, per la presenza di un servizio di cure termali.

## Geografia
Questa piccola città, il cui territorio è in gran parte di tipo urbano, ma che contiene anche importanti zone rurali sparse è, al giorno d'oggi, annesso all'arrondissement di Grenoble e al Cantone di Le Haut-Grésivaudan. 
Allevard è anche un comune aderente alla comunità dei comuni del Pays du Grésivaudan, una delle principali comunità di comuni rurali e periurbane dell'Isère, sia per la sua superficie che per il suo numero di abitanti.
Geograficamente, la città si trova ai piedi del massiccio di Belledonne, a nord-est del dipartimento dell'Isère, a qualche chilometro dai confini del dipartimento della Savoia, nel cuore della valle d'Allevard.
È attraversato dall'impetuoso torrente Breda.

## Amministrazione

### Gemellaggi
- Menaggio

## Società

### Evoluzione demografica
Abitanti censiti